# NGC 1779
NGC 1779 est une galaxie spirale intermédiaire située dans la constellation de l'Éridan. NGC 1779 a été découverte par l'astronome germano-britannique William Herschel en 1786.

## Caractéristiques
Sa vitesse par rapport au fond diffus cosmologique est de 3 269 ± 14 km/s, ce qui correspond à une distance de Hubble de 48,2 ± 3,4 Mpc (∼157 millions d'al).
À ce jour, une mesure non basée sur le décalage vers le rouge (redshift) donne une distance d'environ 38,100 Mpc (∼124 millions d'al). Cette valeur est à l'extérieur des valeurs de la distance de Hubble. Notons que c'est avec la valeur moyenne des mesures indépendantes, lorsqu'elles existent, que la base de données NASA/IPAC calcule le diamètre d'une galaxie et qu'en conséquence le diamètre de NGC 1779 pourrait être d'environ 35,1 kpc (∼114 000 al) si on utilisait la distance de Hubble pour le calculer.

## Groupe de NGC 1752
NGC 1779 fait partie du groupe de NGC 1752 qui comprend au moins 4 galaxies. Les trois autres galaxies sont NGC 1752, IC 401 et IC 402.